# Ken Cuccinelli

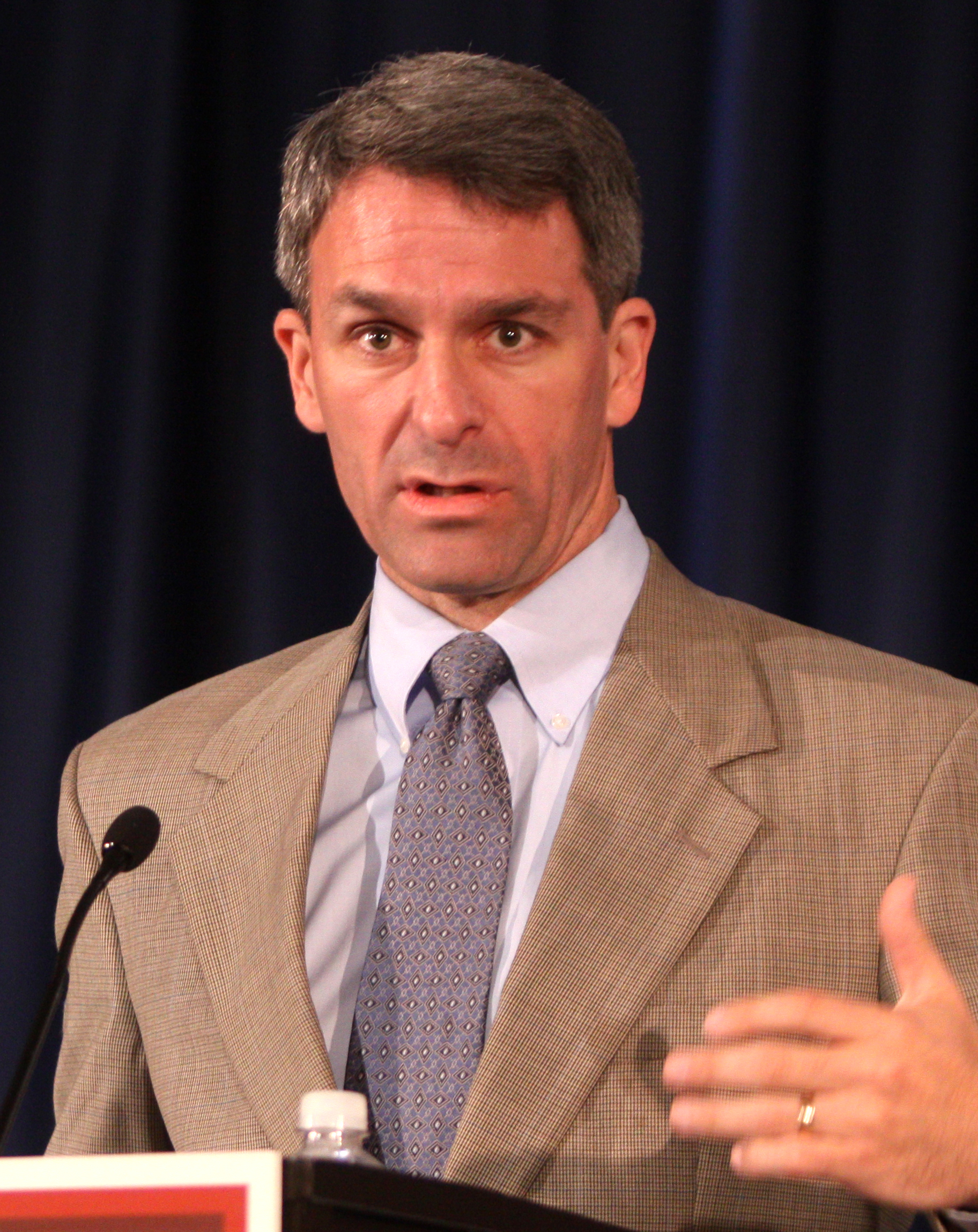
Ken Cuccinelli in 2012.

Kenneth Thomas Cuccinelli (Edison, 30 juli 1968) is een Amerikaans politicus van de Republikeinse Partij. 
Van 2002 tot 16 januari 2010 zetelde Ken Cuccinelli in de Senaat van de staat Virginia. Bij de verkiezingen van november 2009 werd hij verkozen tot procureur-generaal (Attorney General) van die staat. Hij behield deze functie tot 2014.
In 2013 deed Cuccinelli mee aan de gouverneursverkiezingen in Virginia. Op 18 mei 2013 haalde Cuccinelli de nominatie van zijn partij binnen, maar bij de algemene verkiezingen in november van dat jaar verloor hij van de Democraat Terry McAuliffe.